# 刘振宇 (1954年)
刘振宇（1954年5月—），男，山西太原人，中国煤炭转化专家，现任北京化工大学教授、博士生导师，中国科学院山西煤炭化学研究所兼职教授，第十二、十三届全国政协委员。